# 心葉羊耳蒜
心葉羊耳蒜（學名：Liparis cordifolia），俗稱銀鈴蟲蘭、溪頭羊耳蒜，為蘭科羊耳蒜屬中的一種，分布於台灣低中海拔山區。

## 形態
假球莖扁卵形，葉子單一，心型、銳頭，有時會有銀白色的斑紋，植株約4-15公分，花莖從新葉中抽出，為總狀花序，花序著花約10-40朵，花徑約2公分左右，花色明亮且呈現綠色，附有透明感。花期為中秋至冬初（9-11月）。

## 栽培
常用蛇木屑混合泥炭土盆栽，建議多加遮蔭，喜歡潮濕的環境。